# (Untitled)
| Recensione                    | Giudizio |
| ----------------------------- | -------- |
| AllMusic                      | [ 1 ]    |
| The Austin Chronicle          |          |
| Blender                       | [ 2 ]    |
| Encyclopedia of Popular Music | [ 3 ]    |
| The Great Rock Discography    | 6/10     |
| Music Story                   | [ 3 ]    |
| MusicHound Rock               | 4/5      |
| The Rolling Stone Album Guide | [ 3 ]    |
| Piero Scaruffi                | 5.5/10   |
| The Village Voice             | C+       |

(Untitled) è un doppio album discografico del gruppo folk rock statunitense The Byrds, pubblicato nel 1970. L'album è diviso in due parti, il primo disco è dal vivo mentre il secondo contiene brani registrati in studio. Il disco costituisce di fatto la prima pubblicazione ufficiale di registrazioni dal vivo della band, oltre ad essere il primo LP dei Byrds a vedere la presenza di Skip Battin, nuovo membro della band che aveva sostituito il precedente bassista, John York, alla fine del 1969.
La parte in studio consiste di nuovi pezzi originali, prevalentemente composti da Roger McGuinn e dal regista teatrale Jacques Levy per il progetto di un musical country rock che i due stavano progettando, ma che non si concretizzò mai.
L'album raggiunse la posizione numero 40 nella classifica Billboard Top LPs negli Stati Uniti, mentre nel Regno Unito si piazzò al numero 11 della UK Albums Chart. Dall'album fu estratto il singolo Chestnut Mare/Just a Season, che venne pubblicato negli Stati Uniti nell'ottobre 1970, senza però entrare nella Billboard Hot 100, fermandosi alla posizione 121. Il singolo fu ripubblicato nel gennaio 1971 in Gran Bretagna, dove andò molto meglio, raggiungendo la posizione numero 19 nella classifica UK Singles Chart. Alla sua pubblicazione, (Untitled) fu accolto da recensioni positive con vari critici che lo indicarono come un ritorno in piena forma per il gruppo.

## Descrizione

### Antefatti

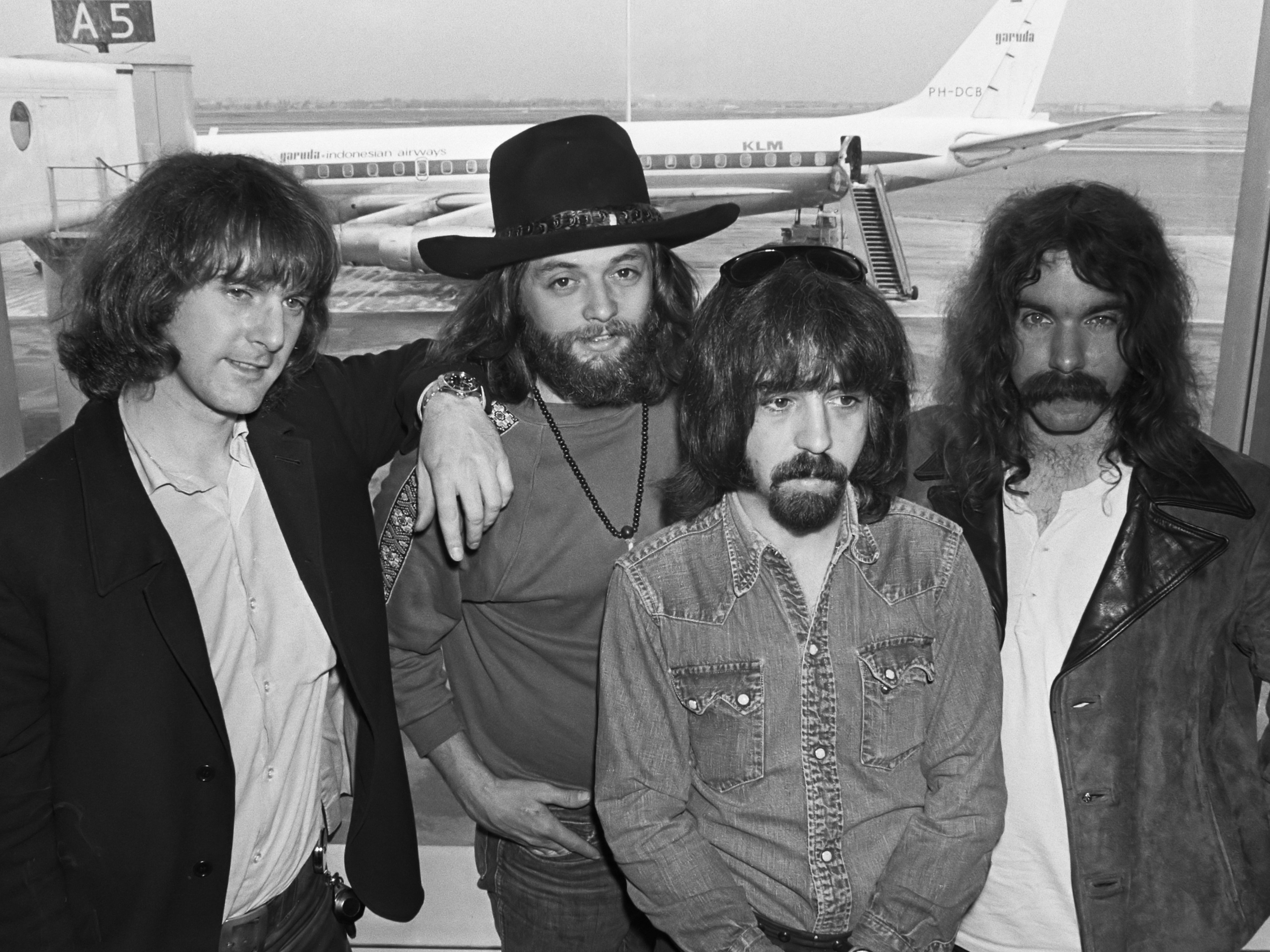
Da sinistra a destra: Roger McGuinn, Skip Battin, Clarence White, Gene Parsons; i Byrds nel 1970

A seguito della fuoriuscita dai Byrds del bassista John York, nel settembre 1969, Skip Battin fu reclutato come suo sostituto dietro suggerimento del batterista Gene Parsons e del chitarrista Clarence White. Battin era, a 35 anni, il membro più anziano della band e quello con più esperienza alle spalle in campo musicale. La carriera professionale di Battin era cominciata nel 1959, come metà del duo pop Skip & Flip. Il duo aveva accumulato una serie di successi tra il 1959 e il 1961, inclusi i singoli It Was I, Fancy Nancy e Cherry Pie. Dopo lo scioglimento del duo, Battin si trasferì a Los Angeles, dove lavorò come turnista e formò la band Evergreen Blueshoes. In seguito allo scioglimento di quel gruppo, Battin tornò al lavoro di session man alla fine degli anni '60 e fu durante questo periodo che incontrò Gene Parsons e nuovamente Clarence White, che aveva conosciuto pochi anni prima. L'uscita di York e l'arrivo di Battin segnarono l'ultimo cambio di formazione dei Byrds per almeno tre anni, fino al licenziamento di Parsons da parte di McGuinn nel luglio 1972. Così, la line-up McGuinn, White, Parsons e Battin fu la più stabile e duratura di ogni formazione dei Byrds.
Nel corso della maggior parte del 1969, il leader e chitarrista dei Byrds Roger McGuinn, aveva sviluppato il progetto di un musical country rock basato sul dramma Peer Gynt di Henrik Ibsen, insieme all'impresario teatrale Jacques Levy. Il musical avrebbe dovuto intitolarsi Gene Tryp, un anagramma del titolo del dramma di Ibsen, e seguiva molto liberamente la trama di Peer Gynt, con alcune modifiche per trasporre l'azione dalla Norvegia al sud-ovest dell'America durante la metà del XIX secolo. Il musical era inteso come un preludio ai piani ancora più ambiziosi di McGuinn di produrre un film di fantascienza, provvisoriamente intitolato Ecology 70 con protagonisti Gram Parsons e Michelle Phillips, nei panni di due figli dei fiori intergalattici. Alla fine, il progetto Gene Tryp fu abbandonato e alcune delle canzoni scritte da McGuinn e Levy confluirono in (Untitled) e nel successivo album Byrdmaniax.
Delle ventisei canzoni composte per il musical, Chestnut Mare, Lover of the Bayou, All the Things e Just a Season furono incluse in (Untitled), mentre invece Kathleen's Song e I Wanna Grow Up to Be a Politician finirono in Byrdmaniax. Lover of the Bayou sarebbe stata ri-registrata in seguito da McGuinn nel 1975 per il suo album solista Roger McGuinn & Band.

### Ideazione e titolo
Avendo effettuato numerose tournée tra il 1969 e l'inizio del 1970, i Byrds decisero che era venuto il momento giusto per pubblicare un album dal vivo. Allo stesso tempo, la band sentiva di avere abbastanza nuovo materiale per un album in studio. Il dilemma fu risolto quando il produttore discografico Terry Melcher suggerì che la band pubblicasse un album doppio, metà in studio e metà dal vivo. Circa nello stesso periodo, il manager originale della band Jim Dickson, licenziato dai Byrds nel giugno 1967, tornò a collaborare con loro aiutando Melcher con il montaggio del materiale dal vivo, guadagnandosi così un credito come co-produttore di (Untitled).
Il curioso titolo dell'album (traducibile in italiano come "senza titolo") derivò da un fatto accidentale. Secondo le note interne dell'album originale scritte da Jim Bickhart, la band aveva pensato di intitolare il disco Phoenix o The Byrds' First Album. Questi titoli provvisori erano ancora in ballottaggio quando, Melcher, mentre stava compilando la documentazione della casa discografica per le sessioni dell'album, scrisse nella casella del titolo "(Untitled)" ("Senza titolo"), e quando si scoprì l'equivoco, la Columbia Records aveva già mandato in stampa l'album con quel titolo, incluse le parentesi, pensando fosse quello scelto.

### Disco dal vivo
La formazione dei Byrds costituita da McGuinn, White, Parsons e Battin, è stata spesso considerata dalla critica e dal pubblico molto più abile dal vivo rispetto alle precedenti configurazioni della band. Stando così le cose, aveva perfettamente senso catturare il loro suono in un ambiente dal vivo, e così furono registrati due concerti consecutivi tenuti dalla band a New York. Il primo di questi fu un'esibizione al Colden Center Auditorium del Queens College il 28 febbraio 1970, mentre il secondo si svolse al Felt Forum il 1º marzo 1970.
(Untitled) include registrazioni di entrambi questi concerti, montati insieme per dare l'impressione di un'unica lunga esibizione. Delle sette tracce dal vivo presenti nell'album, So You Want to Be a Rock 'n' Roll Star, Mr. Tambourine Man, Mr. Spaceman e Eight Miles High provengono dall'esibizione al Queens College, mentre Lover of the Bayou, Positively 4th Street e Nashville West sono tratte dallo show al Felt Forum.
La traccia d'apertura dell'LP è Lover of the Bayou, una nuova composizione di McGuinn e Levy per l'abortito progetto Gene Tryp. La canzone è ambientata durante la guerra di secessione americana ed era intesa per una scena in cui l'omonimo eroe del musical sta lavorando come contrabbandiere e trafficante d'armi sia per Confederati sia per Unionisti.
Lover of the Bayou è seguita sull'album da una reinterpretazione di Positively 4th Street di Bob Dylan, che sarebbe stata l'ultima cover di Dylan da parte dei Byrds fino a Paths of Victory nel 1990, incisa durante la reunion della band. Il resto della prima facciata di (Untitled) è composto da versioni live di brani dell'album e precedenti successi. In un'intervista del 1999 concessa al giornalista David Fricke, McGuinn spiegò il motivo dell'inclusione nel disco dei primi successi dei Byrds: «L'album dal vivo fu il modo di Melcher di riconfezionare alcuni dei successi in modo praticabile. In realtà, volevo che le cose in studio venissero prima».
Il secondo lato dell'album dal vivo è occupato interamente da una lunga versione estesa e diluita di Eight Miles High, della durata di sedici minuti, che divenne popolare in ambito progressive rock nei primi anni settanta. La traccia è evidenziata dalla drammatica interazione di chitarra tra McGuinn e White, così come dalle intricate parti di basso e batteria suonate da Battin e Parsons. La traccia, quasi irriconoscibile rispetto all'originale, inizia come una jam session votata all'improvvisazione, che dura per oltre dodici minuti e culmina in un'iterazione della prima strofa della canzone e un accenno della melodia.

### Disco in studio
Le sessioni di registrazione in studio per (Untitled) furono prodotte da Terry Melcher e si svolsero dal 26 maggio all'11 giugno 1970 presso i Columbia Studios di Hollywood, California. Melcher era stato il produttore dei primi due album dei Byrds nel 1965, Mr. Tambourine Man e Turn! Turn! Turn!, e anche del loro precedente LP, Ballad of Easy Rider. La maggior parte delle canzoni incluse nell'album in studio sono state scritte dagli stessi membri della band, in netto contrasto con il loro album precedente, che consisteva in gran parte in reinterpretazioni di brani tradizionali.
Tra i brani incisi per l'album ci fu Yesterday's Train scritta da Parsons e Battin, una gentile meditazione sulla tematica della reincarnazione; una cover di Truck Stop Girl di Lowell George e Bill Payne, cantata da Clarence White; e una rilettura leggera di Take a Whiff on Me di Lead Belly. L'album include inoltre Well Come Back Home, brano composto da Battin, un sentito commento sulla guerra in Vietnam. Battin spiegò la genesi della canzone al biografo dei Byrds Johnny Rogan durante un'intervista del 1979: «Sono stato personalmente toccato dalla situazione nel Vietnam e i miei sentimenti al riguardo sono emersi in quella canzone. Avevo un amico del liceo che è morto là fuori e immagino che i miei pensieri fossero su di lui in quel momento». Sempre nella stessa intervista Battin rivelò anche di essere stato indeciso se intitolare la canzone Well Come Back Home o Welcome Back Home, ma alla fine optò per la prima soluzione. Curiosamente, sebbene la canzone fosse elencata nell'album originale e nella prima ristampa in CD di (Untitled) come Well Come Back Home, fu indicata come Welcome Back Home su (Untitled)/(Unissued) nel 2000, forse per errore. Con una durata di 7:40, il brano è la traccia in studio più lunga di tutto il catalogo dei Byrds. In aggiunta, la canzone continua la tradizione di terminare gli album dei Byrds con una nota insolita, con Battin che recita il mantra buddista «Nam(u) myōhō renge kyō» sul finire della traccia.
Chestnut Mare era stata originariamente composta nel 1969 per l'abbandonato progetto del musical Gene Tryp. La canzone doveva essere usata in una scena in cui Gene Tryp tenta di catturare e domare un cavallo selvaggio. Sebbene la maggior parte di Chestnut Mare fosse stata scritta appositamente per Gene Tryp, la sezione centrale del pezzo era stata composta da McGuinn nei primi anni sessanta, mentre era in tour in Sud America in qualità di membro del Chad Mitchell Trio.
Altre due canzoni originariamente destinate a Gene Tryp furono incluse nella metà in studio di (Untitled): All the Things, che include un'apparizione non accreditata dell'ex Byrd Gram Parsons ai cori di sottofondo, e Just a Season, scritta per una scena dove l'omonimo eroe del musical circumnaviga il globo. Liricamente, Just a Season
tocca una varietà di argomenti diversi, inclusa la reincarnazione, il viaggio della vita, fugaci incontri romantici e le difficoltà dell'essere famosi.
L'album include il brano Hungry Planet, scritto da Battin e dall'impresario Kim Fowley. La traccia è una delle due collaborazioni Battin–Fowley sul disco e vede alla voce solista Roger McGuinn. La tematica ecologista presente nel testo della canzone fece presa su McGuinn, che ricevette un credito di coautore dopo aver completamente ristrutturato la melodia del pezzo prima della registrazione. La seconda traccia composta da Battin & Fowley, You All Look Alike, ancora cantata da McGuinn, fornisce una visione sardonica della difficile situazione degli hippie nella società americana dell'epoca.

### Copertina
La copertina del disco fu ideata da Eve Babitz e mostra una fotografia del gruppo scattata da Nancy Chester sulle scale del Griffith Observatory di Los Angeles, con la vista di LA che originariamente costituiva lo sfondo sostituita da un fondale del Grand Canyon. Quando viene aperta la copertina del doppio album, le fotografie della copertina anteriore e posteriore sono specchiate simmetricamente in uno stile che ricorda il lavoro di M. C. Escher. La copertina apribile interna contiene quattro singoli ritratti fotografici in bianco e nero dei membri della band, insieme alle note di copertina scritte da Jim Bickhart e Derek Taylor.
(Untitled) è l'unico album doppio pubblicato dai Byrds in carriera (escludendo compilation e raccolte successive) ed è quindi di gran lunga l'album di più lunga durata della band. Infatti, il solo LP in studio, che ha una durata di circa 38 minuti, è più lungo di qualsiasi altro album dei Byrds, nonostante contenga meno tracce rispetto a qualsiasi altro disco della band.

## Pubblicazione
(Untitled) fu pubblicato il 14 settembre 1970 negli Stati Uniti (n. catalogo G 30127) e il 13 novembre 1970 nel Regno Unito (n. catalogo S 64095). Nonostante fosse un album doppio, il prezzo di vendita era simile a quello di un LP singolo, nel tentativo di fornire un buon rapporto qualità-prezzo e aumentare le vendite. L'album raggiunse la quarantesima posizione nella classifica Billboard Top LPs durante una permanenza di 21 settimane. Nel Regno Unito raggiunse l'undicesima posizione, dove trascorse un totale di quattro settimane in classifica.

## Tracce

### Disco 1 (live)
1. Lover of the Bayou - 3:39 - (Roger McGuinn/Jacques Levy)
2. Positively 4th Street - 3:08 - (Bob Dylan)
3. Nashville West - 2:12 - (Gene Parsons/Clarence White)
4. So You Want to Be a Rock'N'Roll Star - 2:38 - (Roger McGuinn/Chris Hillman)
5. Mr. Tambourine Man - 2:14 - (Bob Dylan)
6. Mr. Spaceman - 3:07 - (Roger McGuinn)
7. Eight Miles High - 16:03 - (Gene Clark/Roger McGuinn/David Crosby)

### Disco 2 (studio)
1. Chestnut Mare - 5:08 - (Roger McGuinn/Jacques Levy)
2. Truck Stop Girl - 3:20 - (Lowell George/Bill Payne)
3. All the Things - 3:03 - (Roger McGuinn/Jacques Levy)
4. Yesterday's Train - 3:31 - (Gene Parsons/Skip Battin)
5. Hungry Planet - 4:50 - (Skip Battin/Kim Fowley/Roger McGuinn)
6. Just a Season - 3:54 - (Roger McGuinn/Jacques Levy)
7. Take a Whiff on Me - 3:24 - (Huddie Ledbetter/John Lomax/Alan Lomax)
8. You All Look Alike - 3:03 - (Skip Battin/Kim Fowley)
9. Welcome Back Home - 7:40 - (Skip Battin)

## (Untitled)/(Unissued)(2000)
Nel 2000 la Columbia Legacy ha pubblicato una ristampa estesa dell'album con il titolo (Untitled)/(Unissued) includendo un CD extra di tracce bonus provenienti da sessioni in studio ed esibizioni live d'epoca.

### Tracce bonus(Unissued)
1. All the Things [Alternate Version] (Roger McGuinn, Jacques Levy) – 4:56
2. Yesterday's Train [Alternate Version] (Gene Parsons, Skip Battin) – 4:10
3. Lover of the Bayou [Studio Recording] (Roger McGuinn, Jacques Levy) – 5:13
4. Kathleen's Song [Alternate Version] (Roger McGuinn, Jacques Levy) – 2:34
5. White's Lightning Pt.2 (Roger McGuinn, Clarence White) – 2:21
6. Willin' [Studio Recording] (Lowell George) – 3:28
7. You Ain't Goin' Nowhere [Live Recording] (Bob Dylan) – 2:56
8. Old Blue [Live Recording] (tradizionale, arrang. Roger McGuinn) – 3:30
9. It's Alright, Ma (I'm Only Bleeding) [Live Recording] (Bob Dylan) – 2:49
10. Ballad of Easy Rider [Live Recording] (Roger McGuinn) – 2:22
11. My Back Pages [Live Recording] (Bob Dylan) – 2:41
12. Take a Whiff on Me [Live Recording] (Huddie Ledbetter, John Lomax, Alan Lomax) – 2:45
13. Jesus Is Just Alright [Live Recording] (Arthur Reynolds) – 3:09
14. This Wheel's on Fire [Live Recording] (Bob Dylan, Rick Danko) – 6:16

## Formazione
The Byrds
- Roger McGuinn – chitarra, sintetizzatore Moog, voce
- Clarence White – chitarra, mandolino, voce
- Skip Battin – basso, voce
- Gene Parsons – batteria, chitarra, armonica, voce

Musicisti aggiuntivi
- Gram Parsons – cori in All the Things
- Terry Melcher – pianoforte in All the Things e Truck Stop Girl
- Byron Berline – violino in You All Look Alike
- Sneaky Pete Kleinow – pedal steel guitar in Yesterday's Train